# Jean Dominique Compans

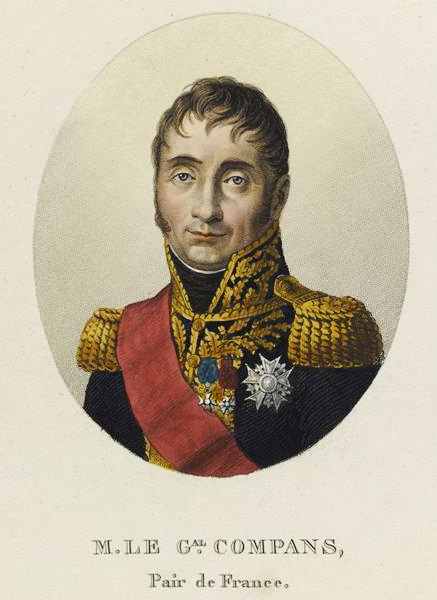
Jean Dominique Compans

Jean Dominique Compans (* 26. Juni 1769 in Salies-du-Salat; † 10. November 1845 in Blagnac) war ein französischer Général de division.

## Leben
Compans entstammte einer wohlhabenden Familie, die ihn für eine kirchliche Laufbahn vorgesehen hatte, doch Compans entschied sich für den Militärdienst. Begeistert von den Idealen der Revolution trat er am 2. Oktober 1789 als Freiwilliger in die Armee ein. Er konnte sich schon bald durch Tapferkeit auszeichnen und wurde bereits 1792 zum Capitaine befördert.
Im darauffolgenden Jahr wechselte Compans zur Italienarmee und kämpfte dort unter Führung von Général Jacques François Dugommier in der Schlacht bei Montebello (9. Juni 1800) und in der Schlacht bei Marengo (14. Juni 1800). Nach dem Frieden von Lunéville (9. Februar 1801), war er noch einige Zeit mit seinen Truppen bei Cuneo stationiert, konnte aber dann 1803 ebenfalls nach Frankreich zurückkehren.
Nach weiteren Beförderungen kam Compans im Rang eines Général de brigade in den Stab von Napoleon und kämpfte bei Austerlitz (2. Dezember 1805) und Jena (14. Oktober 1806). Vor Austerlitz wurde er schwer verwundet und konnte erst im Herbst 1806 wieder seinen Dienst aufnehmen.
Compans erwarb 1810 das Château de Blagnac und heiratete im darauffolgenden Jahr dort Louise-Octavie Lecocq, mit der er zwei Kinder hatte: Napoléon Dominique (1813–1847) und Louise-Adolphine (1816–1878).
Unter Führung von Général Louis-Nicolas Davout nahm Compans 1812 am Russlandfeldzug teil. Er war Befehlshaber in der Schlacht bei Mogiljow, kämpfte in der Schlacht um Smolensk (17./18. August 1812), der Schlacht bei Borodino (7. September 1812) und in der Schlacht an der Beresina (26./28. November 1812).
Im darauffolgenden Jahr kämpfte er in der Schlacht bei Bautzen (20./21. Mai 1813). In der  Völkerschlacht bei Leipzig (16./19. Oktober 1813) kommandierte er die 20. Infanteriedivision im 6. Corps von Maréchal Marmont. Hier wurde er schwer verwundet.
Es dauerte einige Monate, bis Compans wieder in den Generalstab zurückkehren konnte. 1814 kämpfte er in der Schlacht bei Fère-Champenoise (25. März 1814), dem Gefecht bei Claye (28. März 1814) und der Schlacht bei Paris (30. März 1814). Nach der Abdankung Napoleons (→Vertrag von Fontainebleau) schloss sich Compans König Ludwig XVIII. an.
Als Napoleon die Insel Elba verlassen hatte und dessen „Herrschaft der Hundert Tage“ begann, wechselte Compans wieder zum Kaiser und schloss sich der Grande Armée an. Als er nach der Schlacht bei Waterloo (18. Juni 1815) wieder in Paris ankam, wurde er deshalb verhaftet. Nach seinem erneuten Treueeid gegenüber dem Haus Bourbon berief ihn König Ludwig XVIII. in die Jury, die über Marschall Michel Ney richten sollte.
Um 1820 legte Compans alle seine Ämter nieder und zog sich ins Privatleben zurück. Er ließ sich in Blagnac nieder, wo er im Alter von 76 Jahren am 10. November 1845 starb. Nach einer großen Trauerfeier in Blagnac, wurde der Sarg nach Salies-du-Salat gebracht, wo Compans auf dem dortigen Friedhof seine letzte Ruhestätte fand.

## Ehrungen
- 1801 Chevalier der Ehrenlegion
- 14. Juni 1804 Commandeur der Ehrenlegion
- 11. Juli 1807 Grand Officier der Ehrenlegion
- 24. Juni 1808 Comte de l’Émpire
- 3. April 1813 Großkreuz des Ordre de le Réunion
- 14. Februar 1815 Chevalier des Ordre royal et militaire de Saint-Louis
- 1851 errichtete seine Heimatstadt Salies-du Salat ihm zu Ehren ein Denkmal – geschaffen von Bernard Griffoul-Dorval (1788–1861) – an der Avenue de la Paix.
- 1864 wurde die Rue Compans im 19. Arrondissement von Paris nach ihm benannt.
- Die Städte Blagnac und Salies-du-Salat benannten jeweils eine Straße, die Rue Compans, nach ihm.
- Sein Name findet sich am östlichen Pfeiler (15. Spalte) des Triumphbogens am Place Charles-de-Gaulle (Paris)